# Metacirolana riobaldoi
Metacirolana riobaldoi är en kräftdjursart som först beskrevs av Lemos de Castro och Lima 1976.  Metacirolana riobaldoi ingår i släktet Metacirolana och familjen Cirolanidae. Inga underarter finns listade i Catalogue of Life.